# Браницкий, Андрей Геннадьевич
Андре́й Генна́дьевич Брани́цкий (род. 12 апреля 1963, Горький, СССР) — российский историк и регионовед-европеист. Доктор исторических наук (2006), профессор (2010). Председатель Экспертного совета по проведению государственной религиоведческой экспертизы при Главном управлении Министерства юстиции РФ по Нижегородской области.

## Биография
Родился 12 апреля 1963 года в Горьком в семье экономистов.
Учился четыре курса на филологическом факультете ГГПИ имени М. Горького. В студенческие годы работал лаборантом, санитаром и почтальоном.
В 1987 году окончил исторический факультет ГГУ имени Н. И. Лобачевского по специальности «история».   Работал учителем истории, обществоведения и английского языка в различных нижегородских школах и колледжах, также заведующим сектором, старшим редактором и заведующим отделом в Нижегородской универсальной научной библиотеке имени В. И. Ленина.
В 1993 году окончил факультет английского языка НГПИИЯ имени Н. А. Добролюбова по специальности «английский язык».
В 1998 году ННГУ имени Н. И. Лобачевского защитил диссертацию на соискание учёной степени кандидата исторических наук по теме «Интеграционные процессы в Западной Европе в первой половине 50-х гг. XX века и позиция США» (специальность 07.00.03 — «всеобщая история».
С 1999 года по настоящее время работает в Нижегородском государственном университете им. Н. И. Лобачевского.
В 2005 году присвоено учёное звание доцента.
В 2006 году в Диссертационном совете Д 212.166.10 защитил диссертацию на соискание учёной степени доктора исторических наук по теме «Процесс объединения Европы: поиск универсальной парадигмы идентичности» по специальности «история международных отношений и внешней политики». Научный консультант — доктор исторических наук, профессор, заслуженный деятель науки РФ О. А. Колобов. Официальные оппоненты — доктор исторических наук, профессор А. С. Макарычев; доктор исторических наук, профессор В. Г. Хорос; доктор исторических наук, кандидат юридических наук, профессор О. О. Хохлышева. Ведущая организация — Институт Европы РАН.
В 2010 году присвоено учёное звание профессора.
С 2007 года — профессор кафедры зарубежного регионоведения факультета международных отношений ННГУ имени Н. И. Лобачевского.
Исполнительный директор НРОО «Фонд европейских исследований в Нижнем Новгороде».
Председатель Правления Общества польской культуры «Полонез».
Заместитель председателя Нижегородского отделения Ассоциации европейских исследований (АЕВИС).
Свободно владеет английским и польским языками, также освоил основной курс французского языка (по двухгодичной программе), начальные курсы испанского, итальянского, немецкого и латинского языков (по одногодичной программе).
Сотрудник литературного журнала «Холм поэтов», автор нескольких художественных книг.

## Научные труды

### Монографии
- Браницкий А. Г. Erit una Europa? (Будет ли единой Европа?) История объединения Европы: противоречия, проекты, перспективы. Монография. — Н. Новгород: ННГУ, 2006.
- Браницкий А. Г. Европа: проблемы интеграции и развития. В 2-х т. Т.1. История объединения Европы и теория европейской интеграции. Ч. 1. Монография. — Н. Новгород: ИСИ ННГУ, ФЕИ-НН, 2008. — 392 с.
- Браницкий А. Г. Европа: проблемы интеграции и развития. В 2-х т. Т.1. История объединения Европы и теория европейской интеграции. Ч. 2. Монография. — Н. Новгород: ИСИ ННГУ, ФЕИ-НН, 2008. — 404 с.
- Браницкий А. Г. Европа: проблемы интеграции и развития. В 2-х т. Т.2. Монография. — Н. Новгород: ИСИ ННГУ, ФЕИ-НН, 2008. 431 с.
- Браницкий А. Г. История объединения Европы с древнейших времен до современности. Монография. — Саарбрюкен (ФРГ): LAP, 2011. — 687 с.
- Браницкий А. Г. Европейский Союз в XXI веке: время испытаний. Монография. — М.: Весь мир, 2012. — 656 с.
- Браницкий А. Г. Выстраивая добрососедство. Россия на пространствах Европы. Монография. — М.: Весь мир, 2013. — 230 с.
- Браницкий А. Г., Корнилов А. А. Религии региона. — Н. Новгород: ННГУ имени Н. И. Лобачевского, 2013. — 305 с. Архивировано 28 июля 2014 года.
- Абрамова М. Г., Арбатова Н. К., Бабынина Л. О., Бажан А. И., Болгова И. В., Борко Ю. А., Браницкий А. Г., Говорова Н. В., Громыко А. А., Данилов Д. А., Исаченко Т. М., Кавешников Н. Ю., Кондратьева Н. Б., Кузнецов А. В., Кузнецова Е. С., Носов М. Г., Потёмкина О. Ю., Татарчук Н. В., Тэвдой-Бурмули А. И., Язькова А. А. и др. Европейский Союз в XXI веке: время испытаний

/ Институт Европы РАН. — М.: Весь мир, 2012. — 656 с. Сер. Старый Свет - новые времена. Европа ISBN 978-5-7777-0547-1
- Рар А., Белов В. Б., Якушев М. И., Pabst A., Рубинский Ю. И., Федоров С. М., Браницкий А. Г., Говорова Н. В., Дорохов В. Г., Войников В. В., Барыгин И. Н., Камкин А. К., Большова Н. Н., Марчуков А. Н., Тимофеев П. П., Власова К. В. Большая Европа в глобальном мире: новые вызовы – новые решения. — М.: Институт Европы РАН, 2013. — 114 с. ISBN 978-5-4469-0039-8

### Статьи
- Браницкий А. Г. Балканский кризис и европейские интеграционные процессы // Россия и НАТО после балканского кризиса. Материалы научного семинара. — Н. Новгород: ННГУ, 2000. — С. 23-26.
- Браницкий А. Г. Расширение Европейского союза как вызов российским национальным интересам // Международные отношения в 21-м веке: новые действующие лица, институты и процессы. Материалы международной научной конференции РАМИ, МГИМО (У) МИД РФ, ИСИ ННГУ. — М.-Н. Новгород: ИФ ННГУ; МГИМО (У) МИД РФ, 2001. — С.40-43.
- Браницкий А. Г. Американский взгляд на интеграционные процессы в Западной Европе (1950-1955) // Актуальные проблемы американистики: Материалы VI международного научного семинара '"Российско-американские отношения: исторический ракурс и перспективы". — Н. Новгород: ННГУ, 2001. — С. 104-113.
- Браницкий А. Г. Становление границ единого европейского геополитического пространства // Нижегородский журнал международных исследований. — Осень 2000-зима 2001 г. — Н. Новгород: ННГУ, 2001 — С. 72-77.
- Браницкий А. Г. Франко-западногерманский союз как основа "Плана Шумана" // Вестник мира. Германия в системе международных отношений. — Вып. 2. — Н. Новгород: ННГУ, 2002. — С.46— 55.
- Браницкий А. Г. Роль США, ЕС и России в обеспечении европейской безопасности в н. XXI века // Актуальные проблемы американистики. Материалы VII международного научного семинара. — Н. Новгород: ННГУ, 2002. — С.94-97.
- Браницкий А. Г. Россия и единая Европа: вместе или порознь?  // Место и роль России в трансформирующейся системе международных отношений: Материалы международного научного семинара — М.-Н. Новгород: ИМЭМО РАН; ННГУ, 2002. — С.150-158.
- Браницкий А. Г. Интеграционные процессы в Западной Европе в 1955-1966 гг.: успехи и болезни роста // Вестник Нижегородского университета имени Н. И. Лобачевского. Серия История, политология, международные отношения. — Вып. 1. — Н. Новгород: ННГУ, 2003. — С. 252-267.
- Браницкий А. Г. Борьба с терроризмом как важное направление внешнеполитической деятельности Ватикана // Нижегородский журнал международных исследований. - Осень 2002 - весна 2003 г. — Н. Новгород: ННГУ, 2003. — С.58-60.
- Браницкий А. Г. От "Договора о слиянии" до Штутгартской декларации // Учёные записки Волго-Вятского отделения Международной Славянской академии наук, образования, искусств и культуры. - Вып. 13. — отделения Н. Новгород: ННГУ, 2003. — С.74-81.
- Браницкий А. Г. Взаимодействие "атлантических" и "европейских" структур в первой половине 50-х годов XX века (по американским источникам) // Актуальные проблемы американистики. Материалы УШ международного научного семинара. — Н. Новгород: ННГУ, 2003. — С. 181-187.
- Браницкий А. Г. Проблемы уровней этнического самосознания в современных европейских странах // Современные международные отношения. Эгнополитический контекст. Материалы международного научного семинара. — М.-Н. Новгород: ИМЭМО РАН; ННГУ, 2003. — С. 124-131.
- Браницкий А. Г. Проект Европейского оборонительного сообщества в контексте планов США по ремилитаризации Западной Германии // Актуальные проблемы американистики: Материалы девятого международного научного семинара "Меняющаяся роль государства и международных организаций в современном мире". — Н. Новгород: ННГУ, 2003. — С. 139-148.
- Браницкий А. Г. Достижения и уроки эпохи "еврозастоя" (1967-1984 гг.)  // Регионоведение: Теория и практика. Материалы научного семинара. — Н. Новгород: ННГУ, 2003. — С. 205-213.
- Браницкий А. Г. Созидание политического союза стран-членов ЕС (1989-1993) // Вестник Нижегородского университета имени Н. И. Лобачевского. Серия Международные отношения. Политология. Регионоведение. — Вып. 1(2). — Н. Новгород: ННГУ, 2004. - С.356-374.
- Браницкий А. Г. Тема "Россия и Европа" в трудах русских философов XX века // Нижегородский журнал международных исследований. - Осень 2003 - весна 2004 г. — Н. Новгород: ИСИННГУ, ФМОННГУ, 2004. — С.85-89.
- Браницкий А. Г. "Великий Атлантический проект" Дж. Кеннеди и западноевропейские интеграционные процессы / АГ. Браницкий // Актуальные проблемы американистики. Материалы десятого международного научного семинара. - Н Новгород: ФМО ННГУ, 2004.-С27-31.
- Браницкий А. Г. Отношение Католической церкви к исламу после Второго Ватиканского Собора // Исламская традиция: прошлое, настоящее, будущее. Материалы научно-практической конференции. — Н. Новгород: ДУМНО, 2004. — С. 258-265.
- Браницкий А. Г. Отношение авторов первых проектов объединения Европы к допетровской России  // Учёные записки Волго-Вятского отделения Международной Славянской академии наук, образования, искусств и культуры. — Вып. 15. — Н. Новгород: Изд-во фонда "Нижегородский памятник", 2004. — С. 111-120.
- Браницкий А. Г. Проблема применимости европейского опыта для решения национального вопроса в современной России //Национальные объединения и органы власти: возможности оптимизации диалога. Материалы научно-практического семинара. — Н. Новгород: ИСИ ННГУ, 2004. — С. 17-23.
- Браницкий А. Г. Создание экономического и валютного союза как закономерный итог экономической и валютной интеграции стран-членов Европейского союза // Вестник Нижегородского университета имени Н. И. Лобачевского. Серия Международные отношения. Политология. Регионоведение. — Вып. 2 (3). — Н. Новгород: ННГУ, 2005. — С. 386-402.
- Браницкий А. Г. Зарождение "европейской идеи" в Древнем мире: концепция Европы как "континент свободы" // Нижегородский журнал международных исследований. - Весна-лето 2005 г. — Н. Новгород: ИСИ ННГУ, ФМО ННГУ, 2005. — С.10-14.
- Браницкий А. Г. 9 мая: День Победы, или День Европы // Война глазами молодых. Материалы научно-практической конференции. — Н. Новгород:Администрация города Н Новгорода и др., 2005. — С. 82-86.
- Браницкий А. Г. «Восточный вопрос» в контексте проблемы дальнейшего расширения ЕС // Внешняя политика Турецкой Республики в условиях глобализации. Материалы международной научной конференции. — Н. Новгород: ИСИ ННГУ, 2006. — С. 35-39.
- Браницкий А. Г. Проект Конституции для единой Европы в контексте правопорядка ЕС на рубеже тысячелетий // Вестник Нижегородского университета имени Н. И. Лобачевского. Серия Международные отношения. Политология. Регионоведение. — Вып З (4). — Н. Новгород: ННГУ, 2006. — С. 211-217
- Браницкий А. Г. Европейская Турция миф или реальность? // Актуальные проблемы изучения современной Турции. Материалы международной научной конференции. — Н. Новгород: ИСИ ННГУ, 2007. — С. 9-15.
- Браницкий А. Г. «Друзья» евросоюза: от россии до марокко? (копия)
- Панфилов Д. Ю., Браницкий А. Г. Миграционная политика Франции как источник этноконфессионального латентного конфликта // Дневник Алтайской школы политических исследований. — 2006. — № 22. — С. 47-50.
- Браницкий А. Г., Чуприков П. Б. Основные факторы мирного процесса в Северной Ирландии на современном этапе // Вестник Нижегородского университета имени Н. И. Лобачевского. — 2008. — № 4. — С. 178-183.
- Браницкий А. Г., Савов Д. Д. Евроскептицизм в Польше: причины, проявления и последствия // Власть. — 2011. — № 12. — С. 152-153.
- Браницкий А. Г., Проникова Д. В. Институциональная реформа Европейского Союза и Лиссабонский договор // Мир и политика. 2012. № 5. С. 119.
- Браницкий А. Г. Взаимоотношение России и Польши в начале XXI в. В контексте глобализации и европейской интеграции // Выстраивая добрососедство. Россия на пространствах Европы. Москва, 2013. С. 181-185.
- Браницкий А. Г., Проникова Д. В. Реформирование сферы внешнеполитической деятельности Европейского Союза и государственные интересы России // Власть. — 2014. — № 2. — С. 110-101
- Бутченко В. В., Браницкий А. Г. Исландия, Евросоюз, Россия: проблемы интеграции и взаимодействия // Власть. — 2014. — № 2. — С. 132-134.
- Браницкий А. Г. От русофилии к русофобии: пророссийская партия в Первой республике // Зарубежное регионоведение проблемы теории и практики. Материалы VII Международной научной конференции. Институт международных отношений и мировой истории ННГУ имени Н. И. Лобачевского. 2015. С. 149-151
- Крутиков Я. О., Браницкий А. Г. Торговля людьми в Европейском Союзе и превентивные меры по борьбе с ней // Научные ведомости Белгородского государственного университета. Серия: История. Политология. — 2015. — № 13 (210). — С. 200-204.
- Браницкий А. Г. Нелегальная миграция в Евросоюз с территории России: реальная угроза безопасности? // Регионы мира: проблемы истории, культуры и политики. Сборник статей. / Под ред. А. А. Корнилова. — Н. Новгород: Национальный исследовательский Нижегородский государственный университет имени Н. И. Лобачевского, 2016. — С. 212-219.
- Браницкий А. Г. Будущее "Европы регионов": регионализация и сепаратизм // Регионы мира: проблемы истории, культуры и политики. Сборник статей международной научной конференции. / Под ред. А. А. Корнилова. — Н. Новгород: Национальный исследовательский Нижегородский государственный университет имени Н. И. Лобачевского, 2017. — С. 21-27.
- Браницкий А. Г. Интеграционные и дезинтеграционные процессы в ЕС // Россия: тенденции и перспективы развития. Ежегодник. / Отв. ред. В. И. Герасимов. — М.: ИНИОН РАН, 2017. — С. 214-216.
- Браницкий А. Г. Лиссабонский договор и институциональная реформа Европейского Союза // Основные экономические и социальные аспекты Концепции "Индустрия 4.0". Диалог Европа - Россия. Сборник материалов Международной научно-практической конференции. — СПб.: Санкт-Петербургский университет технологий управления и экономики, 2018. — С. 37-43.
- Браницкий А. Г. Отношение граждан стран-членов ЕС к Евросоюзу и проблема "европейской идентичности" // Формирование современной европейской идентичности в рамках интеграции ЕС: социальное и культурное измерения. Сборник научных статей. — СПб.: Санкт-Петербургский государственный экономический университет, 2018. — С. 46-50.
- Браницкий А. Г. Взаимоотношения современной России с ЕС и СЕ: судьба российского европеизма // Регионы мира: проблемы истории, культуры и политики. под ред.: А. А. Корнилова и др. — Н. Новгород: Национальный исследовательский Нижегородский государственный университет имени Н. И. Лобачевского, 2018. — С. 6-11.
- Браницкий А. Г. Взаимосвязь процессов интеграции и дезинтеграции в современном Евросоюзе // Большая Евразия: развитие, безопасность, сотрудничество. Ежегодник. / Отв. ред. В. И. Герасимов. — М.: ИНИОН РАН, 2018. — С. 46-48.
- Браницкий А. Г. Столетний юбилей независимости Польши в контексте взаимоотношений РП, РФ, ФРГ, ЕС и НАТО // Регионы мира: проблемы истории, культуры и политики. сборник статей. / сост. и гл. ред. А. А. Корнилов, отв. ред. А. А. Сорокин. — Н. Новгород: Национальный исследовательский Нижегородский государственный университет имени Н. И. Лобачевского, 2019. — С. 62-67.
- Браницкий А. Г. Н. П. Таньшина. Самодержавие и либерализм: эпоха Николая I и Луи-Филиппа Орлеанского. М.: Изд-во "Политическая энциклопедия", 2018, 335 с. // Новая и новейшая история. — М.: ИВИ РАН, 2019. — № 3. — С. 238–240.
- Браницкий А. Г., Токарев Ю. И. Польская диаспора в Нижегородской области и общество польской культуры «Полонез» // Конфессиональные и этнические группы российских регионов в XIX-XXI вв. Сборник научных трудов. Центр краеведческих исследований ННГУ им. Н. И. Лобачевского. Москва, 2020. — С. 319-333.
- Браницкий А. Г. "Калининградская проблема" для стран ЕС и НАТО: новые вызовы и старые подходы // Регионы мира: проблемы истории, культуры и политики. Сборник статей. / сост. и гл. ред. А. А. Корнилов, отв. ред. А. А. Сорокин. — Н. Новгород: Национальный исследовательский Нижегородский государственный университет имени Н. И. Лобачевского, 2020. — С. 3–8.